# Pareulype carolinaria
Pareulype carolinaria là một loài bướm đêm trong họ Geometridae.